# Иван Христов – Зъбчето
Иван Христов Иванов – Зъбчето е български революционер, деец на Работническия младежки съюз (РМС).

## Биография
Иван Христов е роден на 12 май 1916 година в Гюмюрджина, Царство България. По думите на брат му Янко Христов родителите им участват в Солунските атентати и в Илинденско-Преображенското въстание като куриери. След като България губи Гюмюрджина по Ньойския договор, семейството му се изселва в Пловдив. Работи като словослагател, а по-късно като тютюноработник. От май 1934 до март 1936 година е организатор и ръководител на нелегалната печатница „Сава Кълвачев“. Заловен, Христов е осъден и лежи над 3 години в Пловдивския, Старозагорския и Сливенския затвор. След освобождението си става член на Окръжния комитет на РМС в Пловдив. Преследван от полицията се мести в София и по препоръка на Адалберт Антонов – Малчика оглавява РМС в Подуене. Христов прави план за саботажни акции, като той самият смята да взриви антиболшевишката изложба в столицата. Полицията обаче го арестува на 10 октомври 1942 година. В ареста е мъчен и прави опит за самоубийство чрез прерязване на вените. Осъден е на смърт и разстрелян на Гарнизонното стрелбище на 8 февруари 1943 година заедно с Иван Сергиев.